# سان‌ایر
سان‌ایر (به انگلیسی: Sunair) یک شرکت هواپیمایی است که در تاریخ ۱۹۹۱ میلادی تأسیس شده و در تاریخ ۲۰۰۶ فعالیتش را آغاز کرده‌است. دفتر مرکزی سان‌ایر در تائورانگا، نیوزیلند واقع شده‌است و به ۱۰ مقصد، پرواز مستقیم انجام می‌دهد.